# Resistência Nacional Iemenita
Resistência Nacional Iemenita (em árabe: المقاومه الوطنيه اليمنيه) é uma formação de elite de várias facções aliadas e mercenários  que está afiliada ao exército iemenita lealista ao governo Hadi e comandada por Tareq Saleh, sobrinho do ex-presidente iemenita Ali Abdullah Saleh. 

## Organização
Fundada por Tareq Saleh após a Batalha de Saná (2017) com o apoio dos Emirados Árabes Unidos,  a Resistência Nacional consiste  no exército privado de Tareq Saleh, geralmente conhecido como "Guardiões da República", formado por antigos membros da Guarda Republicana e da Organização Central de Segurança.  Veteranos altamente experientes,   são amplamente considerados como estando entre as tropas mais bem equipadas e treinadas na coalizão anti-Houthi, e aumentaram significativamente a força militar do governo Hadi. O grupo está intimamente ligado à Resistência de Tiama e às Brigadas dos Gigantes. No entanto, os "Guardiões da República" são leais apenas a Tareq Saleh,  e não possuem uma lealdade real a Hadi.  Como resultado, são criticados e até atacados por forças anti-Saleh no Iêmen, como o Movimento do Sul e os cidadãos de Taiz. 